# Chihiro Igarashi
Chihiro Igarashi –en japonés, 五十嵐千尋, Igarashi Chihiro– (24 de mayo de 1995) es una deportista japonesa que compitió en natación, especialista en el estilo libre.
Ganó una medalla de bronce en el Campeonato Mundial de Natación en Piscina Corta de 2016, en la prueba de 400 m libre. Participó en dos Juegos Olímpicos de Verano, ocupando el octavo lugar en Río de Janeiro 2016, en la prueba de 4 × 200 m libre, y el octavo en Tokio 2020, en 4 × 100 m libre.

## Palmarés internacional
| Campeonato Mundial en Piscina Corta | Campeonato Mundial en Piscina Corta | Campeonato Mundial en Piscina Corta | Campeonato Mundial en Piscina Corta |
| Año                                 | Lugar                               | Medalla                             | Prueba                              |
| ----------------------------------- | ----------------------------------- | ----------------------------------- | ----------------------------------- |
| 2016                                | Windsor (Canadá)                    | Medalla de bronce                   | 400 m libre                         |